# Šťastný princ (film)
Šťastný princ (v originále The Happy Prince) je koprodukční hraný film z roku 2018, který režíroval Rupert Everett podle vlastního scénáře. Film zachycuje poslední roky spisovatele Oscara Wilda, které byl nucen prožít je ve vyhnanství. Snímek měl světovou premiéru na filmovém festivalu Sundance 21. ledna 2018. V ČR byl uveden v roce 2019 na filmovém festivalu Febiofest.

## Děj
Oscar Wilde po propuštění z vězení odjel do Francie a od roku 1900 žije v chudobě a zapomnění v Paříži. Zde jej v závěru života podporují jeho přátelé Reggie Turner a Robbie Ross. Oscar Wilde během svých posledních dnů vzpomíná na některé okamžiky svého předchozího života. Příběhem se vine pohádka o Šťastném princi.

## Obsazení
| Rupert Everett  | Oscar Wilde      |
| Colin Firth     | Reggie Turner    |
| Emily Watsonová | Constance Wilde  |
| Colin Morgan    | Alfred Douglas   |
| Edwin Thomas    | Robbie Ross      |
| Anna Chancellor | paní Arbuthnott  |
| Joshua McGuire  | Ambrose Smithers |
| Tom Wilkinson   | slečna Dunne     |
| John Standing   | doktor Tucker    |
| André Penvern   | pan Duploirier   |
| Tom Colley      | Maurice Gilbert  |

## Ocenění
- Satellite Awards 2018 – nejlepší první film (Rupert Everett)
- London Critics' Circle Film Awards 2018 – nominace v kategorii nejlepší film
- British Independent Film Awards 2018 – nominace v kategorii nejlepší herec (Rupert Everett)
- Deutscher Filmpreis – nominace v kategorii nejlepší kostýmy (Maurizio Millenotti a Gianni Casalnuovo)
- Evropské filmové ceny – nominace v kategorii nejlepší herec (Rupert Everett)